# 鲍威尔月坑

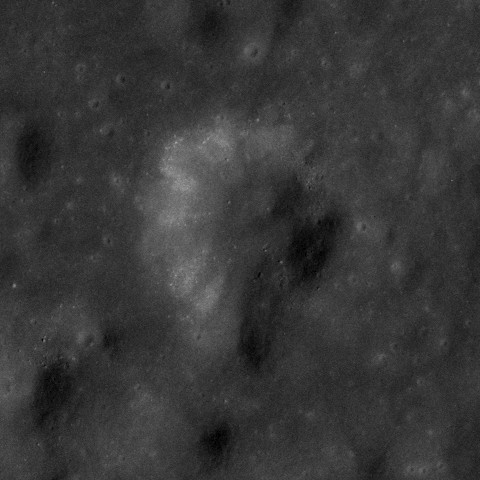
阿波罗17号全景相机照片

鲍威尔月坑（Powell）是月球表面一处地质特征，一座位于陶拉斯-利特罗谷中的陨石坑。1972年阿波罗17号任务期间，宇航员尤金·塞尔南和哈里森·施密特就降落在它东北不到1公里处，但没有到访过它。
鲍威尔月坑的北面是三叉戟月坑和飞船着陆点，西北则是卡米洛特月坑和霍雷肖月坑，歇洛克月坑位于它的东北，东南分别有斯台诺月坑和埃默里月坑。
该陨坑是宇航员以美国西部探险家和地理学家约翰·威斯利·鲍威尔的名字所命名。